# مادی‌گرایی معنوی
مادی‌گرایی معنوی اصطلاحی است که چگیام ترونگپا در کتاب خود برش از طریق مادی‌گرایی معنوی ابداع کرده‌است. این کتاب خلاصه‌ای از سخنرانی‌های وی در توضیح آیین بودایی است که هنگام افتتاح مرکز مراقبت کارما دزونگ در بولدر، کلرادو ارائه شده‌است. او در سمینارهای بعدی این مفهوم را گسترش داد که به کتاب‌هایی مانند کار، جنسیت، پول تبدیل شد. وی این اصطلاح را برای توصیف اشتباهی که متقاضیان معنوی مرتکب می‌شوند و تلاش می‌کنند معنویت را به یک منی نفسانی تبدیل کنند و باعث ایجاد آشفتگی می‌شود، مبتنی بر این ایده که رشد منفی با پیشرفت معنوی مغایرت دارد، توصیف می‌کند.
به‌طور معمول، برای توصیف خودشیفتگی سرمایه‌داری و معنو، تلاش‌های تجاری مانند کتابفروشی‌های «عصر جدید» و سخنرانان ثروتمند معنویت استفاده می‌شود. این همچنین ممکن است به معنای تلاش برای تهیه لیستی از اعتبارنامه‌ها یا جمع‌آوری آموزه‌ها باشد تا بتواند خود را به عنوان یک فرد متدین یا مقدس‌تر معرفی کند. نویسنده خورخه فرر اصطلاحات «ماتریالیسم معنوی» و «خودشیفتگی معنوی» را برابر می‌داند، گرچه دیگران تمایز قائل می‌شوند. خودشیفتگی معنوی این است که شخص، مستحق محبت و احترام است یا از دیگری بهتر است زیرا دیگری آموزش معنوی انباشته کرده‌است به جای اعتقاد به اینکه انباشتن آموزش، پایان دادن به رنج است.

## خدایان مادیات
در ارائه Trungpa، ماتریالیسم معنوی می‌تواند به سه دسته تقسیم شود - آنچه او سه "Lord of Materialism" می‌نامد (به زبان تبتی: lalo به معنای "بربر") - که در آن نوعی ماتریالیسم به اشتباه به عنوان آوردن خوشبختی طولانی مدت درک می‌شود در صورتیکه فقط سرگرمی کوتاه مدت و به دنبال آن رنج طولانی مدت را به همراه دارد:
1. مادی گرایی جسمی این اعتقاد است که داشته‌ها می‌توانند از رنج رهایی یابند. از نظر ترونگپا، آنها ممکن است خوشبختی موقتی به ارمغان بیاورند اما در پی پیگیری بی پایان ایجاد درست محیط زیست، رنج بیشتری می‌برند. یا در سطح دیگری ممکن است باعث سوerstand تفاهم شود، از جمله: "من ثروتمند هستم چون این و آن را دارم" یا "من یک معلم هستم (یا هر چیز دیگری) چون دیپلم دارم (یا هر چیز دیگری)."
2. ماتریالیسم روانشناختی این اعتقاد است که فلسفه، سیستم اعتقادی یا دیدگاه خاصی موجب رهایی از رنج می‌شود؛ بنابراین به دنبال پناه‌های به شدت با یک دین خاص شناسایی،[۵] فلسفه، حزب یا نظر سیاسی، برای مثال، می‌شود ماتریالیسم روانی. از این رو، استفاده متعارف از ماتریالیسم معنوی، با شناسایی خود به عنوان بودایی یا برچسب دیگری، یا با جمع‌آوری ابتکارات و دستاوردهای معنوی، بیشتر دیدگاه منسجم و منفی را ایجاد می‌کند.[۲] ترونگپا هدف ماتریالیسم روانشناختی را استفاده از مفاهیم، بهانه‌ها و ایده‌های بیرونی برای اثبات وجود نفس خود-محور توصیف می‌کند، که در یک نگرش رقابتی خاص ظاهر می‌شود.[۶]
3. ماتریالیسم معنوی این اعتقاد است که یک حالت روانی موقتی خاص پناهی از رنج است. به عنوان مثال می‌توان به استفاده از روش‌های مدیتیشن برای ایجاد یک روحیه آرام اشاره کرد، یا استفاده از مواد مخدر یا الکل برای ماندن در یک حالت بی‌حس یا سرخوشی. به گفته ترونگپا، این ایالت‌ها موقتی هستند و با پایان یافتن آنها فقط رنج‌ها را افزایش می‌دهند؛ بنابراین تلاش برای حفظ یک حالت عاطفی خاص روحی به عنوان پناهگاهی از رنج، یا پیگیری مداوم حالت‌های عاطفی خاص ذهنی مانند عاشق بودن، در واقع به رنج طولانی مدت منجر می‌شود.

## نفس
منبع اساسی این سه رویکرد برای یافتن خوشبختی، به گفته ترونگپا، بر این تصور اشتباه استوار است که نفس فرد ذاتاً وجود دارد و یک دیدگاه معتبر است. او ادعا می‌کند که نادرست است و بنابراین رویکردهای مادی گرایانه مبنای نامعتبری دارند. به‌طور خلاصه این پیام این است: «سعی نکنید نفس خود را از طریق چیزهای مادی، سیستم‌های اعتقادی مانند دین یا برخی از احساسات خاص روح تقویت کنید.» از نظر وی، هدف دین این است که به شما نشان دهد که نفس واقعی شما ذاتاً وجود ندارد. Ego چیزی است که برای ایجاد فکر کردن در وجود خود ایجاد می‌کنید، اما لازم نیست و در طولانی مدت رنج بیشتری را به همراه دارد.